# Longview (Texas)
Longview  è una city degli Stati Uniti d'America, capoluogo della contea di Gregg dello Stato del Texas. È situata nella regione dell'East Texas ed occupa parzialmente il territorio della contea di Harrison.

## Società

### Evoluzione demografica
Al censimento del 2000 la città contava 73 501 abitanti, passati a 80 455 nel 2010.